# Buttercrambe
Buttercrambe är ett slott i Storbritannien.   Det ligger i grevskapet North Yorkshire och riksdelen England, i den centrala delen av landet, 280 km norr om huvudstaden London. Buttercrambe ligger 23 meter över havet.
Terrängen runt Buttercrambe är platt åt sydväst, men åt nordost är den kuperad.Runt Buttercrambe är det ganska tätbefolkat, med 139 invånare per kvadratkilometer. Närmaste större samhälle är York, 14,6 km väster om Buttercrambe. Trakten runt Buttercrambe består till största delen av jordbruksmark.